# Gévero Markiet
Gévero Markiet (* 8. dubna 1991, Amsterdam, Nizozemsko) je nizozemský fotbalový obránce, který hraje v nizozemském klubu FC Utrecht.

## Klubová kariéra
V mládežnickém věku hrál v Nizozemsku v FC Omniworld. Profesionální kariéru zahájil v klubu FC Utrecht.